# Андреев, Александр Александрович (протоиерей)
Алекса́ндр Алекса́ндрович Андре́ев (24 февраля 1901, Москва — 4 ноября 1937, Новосибирская область) — протоиерей Русской православной церкви.
Причислен к лику святых Русской православной церкви в 2000 году.

## Семья
Родился в семье приказчика пивоваренного завода. Отец — Александр, мать — Елена. Брат — Борис, старший иподиакон архиепископа Рязанского и Шацкого Иувеналия (Масловского), был расстрелян.

## Юность
С детства был религиозным человеком. Окончил Московское мещанское училище по специальности «бухгалтер». В 1918—1919 служил писарем в 684-м сводном эвакуационном госпитале. С 1919 — послушник Московского Вознесенского монастыря, затем стал иподиаконом архиепископа Уральского и Николаевского Тихона (Оболенского).

## Священник в Москве
Изучал богословие под руководством владыки Тихона, который в 1921 рукоположил его во диакона, а затем во священника (целибатом) в городе Уральске. С 1922 служил в Москве, второй священник Воскресенской церкви в Кадашах, с 1924 — настоятель Софийской церкви на Софийской набережной в Москве. Основал при храме сестричество, в которое входили около тридцати не посвящённых в монашество, но глубоко верующих женщин. Участницы сестричества собирались на вечерние беседы-агапы, на которых сёстры пели духовные стихи. По воскресным и праздничным дням в столовой храма на средства прихожан и сестричества устраивались обеды для бедных, нищих и сирот, на которые собиралось от сорока до восьмидесяти нуждающихся. Перед обедами о. Александр обязательно служил молебен, а по окончании, как правило, говорил проповедь, призывая к истинно христианскому образу жизни.
Кроме того, отец Александр проводил ремонтно-реставрационные работы в храме, сам активно в них участвуя. Художником В. А. Комаровским были восстановлены настенные фрески, а также написаны новые сюжеты. Во многих местах перед росписью была заменена штукатурка. В работах по храму помогали и участницы сестричества. Для храма отец Александр приобрёл хорошую библиотеку православной литературы.

## Ссылка в Казахстан
25 марта 1929 года Александр Андреев был арестован и привлечён к ответственности по ст. 58 п. 10 за то, что, «являясь служителем религиозного культа, вел среди верующей массы антисоветскую агитацию, организовав и поддерживая существование нелегального сестричества». Кроме того, он обвинялся в том, что «молился за убиенных и находящихся в темницах открыто при всех с амвона и говорил проповеди религиозного содержания», и в том, что сестричество собирало деньги и иные пожертвования «для помощи находящимся в ссылке и тюрьмах духовенству и членам церковных советов».
Постановлением Особого совещания при коллегии ОГПУ от 10 мая 1929 был приговорён к трём годам высылки в Казахстан. В 1929—1932 находился в ссылке в городе Каркаралинске Семипалатинской области.

По воспоминаниям Веры Рихтер, младшей дочери находившегося в ссылке в Каркаралинске социалиста-революционера Владимира Рихтера, когда её отец в ссылке был арестован, к дому, где он жил вместе с женой, кто-то рано утром каждый день приносил бутылку молока. Жена арестованного относила её в тюрьму своему мужу, и так продолжалось до тех пор, пока Рихтер не был освобождён. Он вскоре узнал, что молоко приносила Анна Дюкова, родственница ссыльного священника Александра Андреева. Так выяснилось, что православный священник с помощью своей родственницы помогал своему товарищу по ссылке, убеждённому социалисту. С этого времени отец Александр бывал в доме у Рихтеров каждую субботу, они вместе участвовали в воскресных прогулках; семья Рихтеров приходила в дом священника по большим православным праздникам. Вера Рихтер оставила такой «портрет» отца Александра: 

несколько выше среднего роста, строен, и чёрная изящная ряса отлично подчёркивала его ладную фигуру. Иконописный профиль, русые, волнистые, с чуть рыжеватым отливом волосы до плеч. Для меня он остался идеалом облика православного священника.

## Служение в Рязани
В 1932 был освобождён из ссылки, но ему было запрещено проживать в Москве и некоторых других крупных городах. Приехал в Рязань, где в то время правящим архиереем был архиепископ Иувеналий (Масловский). Сначала отец Александр был назначен вторым священником к Скорбященской кладбищенской церкви, затем был возведён в сан протоиерея и стал настоятелем этой церкви. Был одним из ближайших сотрудников владыки Иувеналия. Также был духовно близок викарию Рязанской епархии, епископу Скопинскому Игнатию (Садковскому), который, как правило, останавливался у отца Александра, когда приезжал в Рязань.

## Арест, лагерь, расстрел
Был арестован 14 января 1936, содержался под стражей в Таганской тюрьме Москвы, на допросах вёл себя уверенно и спокойно, никого не оговорил, отверг все обвинения, выдвинутые против него следствием. Особым Совещанием при НКВД СССР от 4 апреля 1936 протоиерей Александр Андреев «за участие в контрреволюционной группе» был приговорен к пяти годам заключения в исправительно-трудовых лагерях. Отбывал наказание в Сусловском отделении исправительно-трудовых лагерей Западно-Сибирского края. В сентябре 1937 арестован в лагере по обвинению в участии в «контрреволюционной группе», которую якобы возглавлял архиепископ Серафим (Самойлович). Был приговорён к смертной казни постановлением «тройки» УНКВД по Новосибирской области и расстрелян.
Юбилейным Архиерейским собором Русской православной церкви в августе 2000 был причислен к лику святых как священномученик.